# Gilbert Desmit
Gilbert Desmit (Brugge, 21 september 1937) is een Belgische voormalige zwemmer. Zijn favoriete slag was schoolslag. Hij nam tweemaal deel aan de Olympische Spelen, maar kon daarbij niet de finale halen. Hij behaalde twaalf Belgische titels.

## Loopbaan
Desmit nam in 1956 deel aan de Olympische Spelen van Melbourne. Op de 200 m schoolslag werd hij uitgeschakeld in de reeksen. Op de Olympische Spelen van 1960 bereikte hij op hetzelfde nummer de halve finale. Hij miste de Olympische Spelen van 1964 door een motorongeval.
Tussen 1955 en 1966 behaalde hij op de 200m schoolslag twaalf opeenvolgende Belgische titels.
Desmit was jarenlang badmeester in het zwembad van Brugge. Daarnaast werkte hij ook in de schrijnwerkerij van zijn vader.

## Belgische kampioenschappen
Langebaan
| Onderdeel        | Jaar                                                                  |
| ---------------- | --------------------------------------------------------------------- |
| 200 m schoolslag | 1955, 1955, 1956, 1958, 1959, 1960 1961, 1962, 1963, 1964, 1965, 1966 |